# Hills Motorway
Der Hills Motorway ist eine Stadtautobahn in den nordwestlichen Vororten von Sydney im Osten des australischen Bundesstaates New South Wales. Die Mautstraße verbindet den Lane-Cove-Tunnel in North Ryde mit der Old Windsor Road und dem WestLink in Baulkham Hills.

## Geschichte
Vor dem Bau dieser Straße waren die westlichen Vororte Sydneys nur unzureichend an das Stadtzentrum angeschlossen. Der Verkehr lief durch Parramatta und über die Victoria Road und den Western Motorway ins Zentrum von Sydney. Obwohl Parramatta 1986 eine vollständige Ortsumgehung erhielt, staute sich doch der Verkehr zu Stoßzeiten regelmäßig auf der Victoria Road und allen anderen westlichen Zubringern zur Innenstadt.
Der Hills Motorway sollte die Old Windsor Road bei Baulkham Hills mit der Epping Road in North Ryde verbinden und so die verkehrsreichen westlichen Vororte der Stadt umgehen. Die Epping Road wiederum verbindet zum Gore Hill Freeway in Artarmon, der den Verkehr dann über die Sydney Harbour Bridge in die Innenstadt von Sydney oder durch den Harbour Tunnel zum Flughafen Kingsford Smith International Airport führt.
In der Planungsphase wurde der heutige Hills Motorway als Freeway-Korridor F2 (auch North West Freeway) geführt. Als Teil der integrierten Autobahnplanungen für Sydney von 1942 sollte der F2 zur Gladesville-Brücke und dann weiter über Fahrbahnen in Hochlage durch Drummoyne zur ANZAC Bridge führen. Die bereits hierfür reservierten Grundstücke wurden erst 1988 von der Regierung von New South Wales abverkauft. Dies ist der Grund für die autobahnähnliche Straße von der Gladesville-Brücke nach Hunters Hill und den Grünstreifen Richtung Norden zum östlichen Ende des Hills Motorways. Beweise für die alte Route der F2 findet man in alten Stadtplänen, so der Western Distributor, der die ANZAC Bridge zum Stadtzentrum verbindet, als North West Freeway bezeichnet ist.
Die Kreuzung der Epping Road mit der Pittwater Road sollte einst ein wichtiger Knotenpunkt von „Sydneys Missing Roads“ (dt.: noch zu bauenden Verbindungsstraßen für Sydney) sein, bis man 1977 die Pläne für einen North Western Expressway und einen Lane Cove Valley Expressway aufgab.
Eine Untersuchungs- und Planungskommission unter dem Vorsitz von John Woodward forderte im Juli 1990, dass die vorgeschlagene Autobahn (F2, Bauabschnitt 1) zwischen Pennant Hills Road in Beecroft und Epping Road in Ryde nicht gebaut werden sollte. Daraufhin führte die Regierung von New South Wales eine Untersuchung über den Einfluss der Schnellstraße auf die Umwelt durch und kündigte im Mai 1993 ein Betreibermodell für diese Straße an. Der Hills Motorway (M2) ist privat finanziert. Die Regierung von New South Wales schloss einen Vertrag mit der Hills Motorway Ltd. über den Bau, Betrieb und schließlich die Übergabe der Straße an die Regierung in 45 Jahren.
Bei seiner Eröffnung am 26. Mai 1997 war der Hills Motorway die erste Straße in Australien mit elektronischer Mauterhebung. Im April 2007 kündigte Transurban an, dass der Hills Motorway ab 1. Dezember 2007 mautfrei gestellt würde. Die Mautfreistellung erfolgte aber tatsächlich erst am 30. Januar 2012.
Im April 2007 wurde zwischen dem Lane-Cove-Tunnel und der Kreuzung Beecroft Road eine dritte Fahrspur in Richtung Westen auf der bisherigen Fahrrad- und Notspur freigegeben. Es gab Einwände dagegen von Radfahrern, die nun einen anderen Weg benutzen müssen und von Autofahrern, die sagten, die zusätzliche Spur würde nur mehr Verkehr anziehen und den Flaschenhals weiter nach Westen verlagern. Auch eine Überwachungskamera für die Geschwindigkeitsbeschränkung auf 70 km/h wurde vor dem Tunnel an der Epping Road / Norfolk Road installiert.
Der Lane-Cove-Tunnel wurde am 25. März 2007 eröffnet und bindet den Hills Motorway bei Lane Cove an den Gore Hill Freeway an. Der WestLink wurde am 16. Dezember 2005 eröffnet und bindet den Hills Motorway bei Casula an den South Western Motorway an.

## Verlauf
Der Hills Motorway schließt in North Ryde, am Lane Cove River, direkt an den Lane-Cove-Tunnel (Met-2) an und führt zunächst nach Nordwesten durch Macquarie Park und Epping. Dann schwenkt er nach Westen durch Beecroft, Carlingford und Baulkham Hills zum Anschluss an den WestLink (M7) und die Old Windsor Road (Met-2).

## Kreuzungen und Anschlüsse
| Hills Motorway                                                  |                              |                             | |
| Anschlüsse Richtung Westen                                      | Entfernung nach Windsor (km) | Entfernung nach Sydney (km) | Anschlüsse Richtung Osten |
| Ende Hills Motorway weiter als WestLink nach Lithgow / Canberra | 24                           | 32                          | Beginn Hills Motorway vom WestLink |
| Rouse Hill, Windsor Old Windsor Road                            | 24                           | 32                          | Beginn Hills Motorway vom WestLink |
| Parramatta, Baulkham Hills Windsor Road                         | 27                           | 29                          | Ausfahrt im Bau |
| Beginn zusammen mit                                             | 32                           | 24                          | Hornsby, zur über Newcastle, Brisbane; Parramatta, Liverpool, Carlingford, Epping, Castle Hill Pennant Hills Road (Cumberland Highway) |
| Castle Hill, Hornsby Pennant Hills Road (Cumberland Highway)    | 32                           | 24                          | weiter als |
| Epping, Beecroft Beecroft Road                                  | 34                           | 22                          | keine Ausfahrt |
| TUNNEL                                                          | 35                           | 21                          | TUNNEL |
| MAUTSTELLE                                                      | 38                           | 18                          | MAUTSTELLE |
| Ausfahrt im Bau                                                 | 39                           | 17                          | Macquarie Park Christie Road |
| keine Ausfahrt                                                  | 40                           | 16                          | Pymble, Ryde Lane Cove Road |
| keine Ausfahrt                                                  | 41                           | 15                          | Chatswood, Ryde Delhi Road |
| Ryde, Epping Epping Road                                        | 42                           | 14                          | keine Ausfahrt |
| Beginn Hills Motorway weiter vom Lane-Cove-Tunnel               | 42                           | 14                          | Ende Hills Motorway weiter als Lane-Cove-Tunnel nach Sydney                                                                            |

## Zukunft
Eine Ortsumgehung von Sydney auf Highway-Standard steht seit Jahrzehnten im nationalen Fernstraßenplan. Nun gibt es Pläne, eine neue unterirdische Straße vom Hills Motorway in der Nähe der Kreuzung mit der Pennant Hills Road zum Sydney-Newcastle Freeway nördlich des Pearce's Corner in Wahroonga zu bauen.
Ein Bericht des Ryde City Council hat das Fehlen direkter Anschlüsse an den Hills Motorway in Macquarie Park moniert. Außerdem sollen zusätzliche Ein- und Ausfahrten an verschiedenen Stellen die Zufahrt verbessern und Verkehrsstaus vermeiden. Insbesondere schlägt der Bericht Verhandlungen zwischen Transurban und der Straßenverkehrsbehörde zum Bau der östlichen Auffahrten an der Lane Cove Road vor. Die vorgeschlagene Auffahrt Richtung Osten an der Lane Cove Road würde dem Verkehr von Pymble in die Innenstadt Verkehrsstaus vermeiden helfen und den schwierigen Weg über die Epping Road quer über vier Fahrspuren zum Lane-Cove-Tunnel vereinfachen. Die Notwendigkeit dieser Maßnahme wurde schon im Bericht an den Generaldirektor 2002 über den damals geplanten Lane-Cove-Tunnel erwähnt. Die Straßenverkehrsbehörde reagierte aber die Anfragen des Ryde City Council nach zusätzlichen Auffahrten im Zusammenhang mit dem Tunnelprojekt nicht.
Zurzeit wird der Hills Motorway seit Januar 2011 weiter ausgebaut. Die Maßnahmen sollen bis Anfang 2013 beendet sein und umfassen zusätzliche Auffahrten, z. B. an der Windsor Road Richtung Osten.